# أليكس بابتيست
اليكس بابتيست (بالإنجليزية: Alex Baptiste)‏ (31 يناير 1986 في المملكة المتحدة - ) هو لاعب كرة قدم بريطاني في مركز الدفاع. لعب مع بلاكبيرن روفرز وبولتون واندررز وشيفيلد يونايتد ونادي بلاكبول ونادي ميدلزبره ونادي مانسفيلد تاون ونادي تاموورث ونادي بيرتن ألبيون.

## وصلات خارجية
- اليكس بابتيست على موقع قاعدة بيانات كرة القدم.إي يو (الإنجليزية)
- اليكس بابتيست على موقع Soccerbase.com (لاعب) (الإنجليزية)
- اليكس بابتيست على موقع عالم كرة القدم.نت (الإنجليزية)
- اليكس بابتيست على موقع AS.com (الإسبانية)